# معاملة المثليين في أفغانستان
يواجه الأشخاص من المثليين والمثليات ومزدوجي التوجه الجنسي والمتحولين جنسياً (اختصاراً: مجتمع الميم) في أفغانستان تحديات قانونية واجتماعية لا يواجهها غيرهم من المغايرين جنسيا. يعتبر النشاط الجنسي بين الرجال وبين النساء فير قانوني في أفغانستان، يواجه الرجال المسلمون الذين يمارسون الجنس مع الرجال عقوبة الإعدام على الرغم من عدم وجود حالات معروفة من عمليات الإعدام. يواجه الأشخاص من مجتمع الميم وصمة عار بين السكان. كما أن المنازل التي يعيش فيها الشركاء المثليون غير مؤهلة للحصول على نفس الحماية القانونية المتاحة للأزواج المغايرين، مع وجود عدة تقارير تتحدث عن مستوى عالي من التمييز والانتهاكات ضد مجتمع الميم.

## قانونية النشاط الجنسي المثلي

### جمهورية أفغانستان الإسلامية

#### قانون العقوبات
أعيد قانون العقوبات لعام 1976 بعد الغزو الأمريكي، ويحتوي على العديد من الأحكام التي يمكن أن تطبق على مجتمع المثليين.
المادة 398 - تقدم عقوبة أقل لعمليات جريمة الشرف، التي قد تنطوي على أحد أفراد الأسرة اكتشاف الزوج أو الأقارب الانخراط في الزنا، الخيانة الزوجية أو المثلية.
المادة 427 - يفرض أحكاما بالسجن لفترات طويلة عن الزنا ووالمثلية الجنسية، ويمكن تفسير هذه الأخيرة على أنها تشمل السدومية، في ضوء حقيقة أنه لا تزال هناك عقوبات قانونية منصوص عليها حتى لو كان الأشخاص من البالغين القانوني. تزداد العقوبة القصوى إذا كان عمر الضحية أقل من ثمانية عشر عامًا، أو إذا كان المدعى عليه في موقع سلطة على الضحية، أو إذا ارتكب المدعى عليه الجريمة مرارًا أو إذا نتج عن الجريمة انتشار المرض. يزيد القانون أيضًا العقوبة المتاحة في حالة حدوث «انتهاك للشرف».
تنص المادة 512 على أن الشخص الذي يشارك في «المشاهدة» العامة بطريقة بغيضة يُسجن أو يُغرَّم.

### قانون الشريعة
ينص الدستور على أن أفغانستان جمهورية إسلامية، لذلك يمكن توجيه الاتهام إلى المثليين في أفغانستان بانتهاك الشريعة الإسلامية. قد يحدث هذا بدلاً من التهم الموجهة إليها بموجب قانون العقوبات أو بالإضافة إليها. من المرجح أن تحدث العقوبة القائمة على الشريعة في المجتمعات الريفية المعزولة حيث يسعى المواطنون الخاصون وجماعات اليقظة لمعاقبة أي شخص لا يتبع الأخلاق الإسلامية الصارمة.
في المدن، يُحكم على الأشخاص المدانين بالمثلية الجنسية بالسجن. في عام 2004، قُبض على مستشار أمريكي للحكومة الأفغانية وحُكم عليه بالسجن لقيامه بعلاقة جنسية مثلية مع رجل أفغاني. كما أشارت تقارير إخبارية أخرى إلى سجن رجال آخرين لممارسة النشاط الجنسي المثلي.

### الأراضي المتنازع عليها

#### القاعدة
تخضع الأراضي التي تسيطر عليها القاعدة لتفسير صارم للشريعة الإسلامية. جميع السلوكيات الجنسية خارج إطار الزواج الإسلامي غير القانوني، مع أقصى عقوبة هي الموت.

#### طالبان
عندما تمكنت طالبان من السيطرة على البلاد في عقد 1990 قامت بتجريم جميع العلاقات الجنسية خارج زواج المغايرين، وغالبا ما كانت تنفذ أحكام الإعدام علنا على الرجال والنساء بتهمة ارتكاب الزنا والخيانة الزوجية أو اللواط.
في عام 1994، أنقذ المرشد الأعلى لطالبان، الملا عمر، طفلاً من اللواط من قبل اثنين من الجنرالات المتقاتلين في قندهار، وعندما سيطر على المدينة، أصدر مرسومًا ينص على أن اللواط بالعنف والتراضي المتبادل سيكونان جرائم تطبق عليها بالإعدام.

## الاعتراف القانوني بالعلاقات المثلية
ينص قانون الزواج في أفغانستان (1971) على أن الزواج القانوني يجب أن يكون بين شخصين بالغين مسلمين مغايرين، وأنه يجب أن يستوفي قواعد الشريعة الإسلامية. على الرغم من أن القانون لا يعالج صراحة مسألة زواج المثليين، فإن المادة 41 من قانون الزواج تنص على أنه في حالة صمت القانون بشأن مسألة معينة، يتم البت فيه بناءً على مبادئ الشريعة الإسلامية. وبالتالي، فإن قانون الأسرة في أفغانستان لا يعترف بزواج المثليين أو الاتحادات المدنية أو الشراكات المنزلية. وبالمثل، فإن قانون أفغانستان بشأن الزواج وحفلات الزفاف والختان (1949) يتحدث عن الزواج باعتباره بين رجل مسلم وامرأة مسلمة وينص على أن الزواج يجب أن تتبع الشريعة الإسلامية.
تنص المادة 430 على أنه يجب أن يعامل على أنه «تحريض على الجنوح» إذا قام شخص بالغ بتعزيز أو مساعدة في ارتكاب عمل مع القاصرين (دون سن 18) للمشاركة في الزنا أو المثلية الجنسية أو الدعارة.

## الحماية من التمييز
في عام 2019، لا يزال لا يوجد قانون في أفغانستان لمعالجة التمييز أو المضايقة على أساس التوجه الجنسي أو الهوية الجندرية. رداً على استفسارات أجنبية، ذكر الحزب الاجتماعي الديمقراطي الأفغاني أنه «يفضل بذل جهد دولي لمكافحة وباء الإيدز، لكن المثلية الجنسية وزواج المثليين تعارضه جميع الأديان العظيمة». لم يعرب أي حزب سياسي أو مجموعة مصالح عن دعمه لحقوق المثليين.
يحظر القانون الأفغاني حاليًا على أي حزب سياسي أو مجموعة مصالح أو ناد اجتماعي الدعوة إلى أي شيء يتعارض مع الأخلاق الإسلامية. في حالة عدم وجود تغيير في القانون، فمن غير المرجح أن يُسمح بوجود منظمة سياسية أو اجتماعية تدافع عن حقوق المثليين.

## المواقف الاجتماعية
تبلغ نسبة 99% سكان أفغانستان من المسلمين، وينص دستور البلاد على أن الإسلام هو الدين الرسمي. يُنظر إلى المثلية الجنسية وشهوة الملابس المغايرة على نطاق واسع على أنها أنشطة محظورة وغير لائقة، بسبب الآراء الإسلامية التقليدية المتعلقة بأدوار الجنسين المناسبة والسلوك الجنسي.
عندما تناقش علنا، غالبا ما يتم ربط المثلية الجنسية مع الدعارة والاستغلال الجنسي للأطفال ويعتبر مستوى الوعي حول التوجه الجنسية أو الهوية الجندرية محدودة. في عام 2011، أجرى مراسلو الأخبار الأفغان مقابلات مع الرجال الذين كانوا يحملون رموز فخر المثليين على سياراتهم، لمعرفة أن الرجال كانوا غير مدركين لمعنى أعلام وملصقات قوس قزح، معتقدين أنها مجرد بدعة غربية أخرى، وبدأوا بسرعة في إزالة أقواس قزح لتجنب أن ينظر إليهم على أنهم أشخاص من مجتمع المثليين أو من أنصار حقوق المثليين.
ينص كتيبة مشاة البحرية الأمريكية للثقافة التشغيلية لموظفي النشر (مايو 2009) على أن "السلوك المثلي أمر شائع نسبيًا، ولكن من التابوهات، في المناطق الريفية في أفغانستان، لأنه لا توجد منافذ أخرى للعلاقات الجنسية المغايرة.
في عام 2012، قام نعمت سادات، أستاذ العلوم السياسية السابق في الجامعة الأمريكية في أفغانستان، بتعبئة حركة المثليين. وفي 22 أغسطس 2013، أصبح أول شخصية عامة يعلن عن كونه مثلي الجنس ويقوم بحملة من أجل حرية الهوية الجندرية والحرية الجنسية. كسر سادات التابوهات المتعلقة بشهوة الملابس المغايرة وبالمثلية الجنسية في أفغانستان.

### الممارسات الجنسية الغلمانية مع الأولاد
على الرغم من المواقف الاجتماعية السلبية والمحظورات القانونية، هناك شكل مؤسسي لازدواجية التوجه الجنسي في الثقافة الأفغانية. يحدث هذا عندما يتم اختطاف الأولاد للعمل كرقيق جنسي للرجال البالغين، عادة في ميليشيا، أو عندما يشتري رجل بالغ خدمات جنسية من الأولاد الصغار بالمال أو الهدايا. يتم التسامح مع هذه الأنشطة داخل الثقافة الأفغانية لأنها لا يُنظر إليها على أنها تعبير عن المثلية، بل هي تعبير عن قوة الذكور وهيمنتهم، حيث يُجبر الصبي في هذه المواقف على الاضطلاع بدور «المرأة» في العلاقة.
عموماً، لا يمكن لأفراد الميليشيات الوصول إلى النساء، لذلك يتم في بعض الأحيان اختطاف الأولاد ليتم إذلالهم واغتصابهم من قبل الرجال البالغين. يصبح الأولاد الآخرون من البغايا للرجال البالغين، بغض النظر عن توجههم الجنسي.
يُطلق على هؤلاء الرجال المشاركين أحيانًا اسم باشا بازي (بالإنجليزية: bacha bazi)‏ باللغة الفارسية ويبدو أنهم يزدهرون في المدن الكبرى في أفغانستان، ربما بسبب الفقر والمحرمات الاجتماعية الصارمة المحيطة بالتفاعل بين الرجال والنساء. سُنّ قانون يمنع الجنود الأفغان من العيش مع «أشنا» ("ashna").
في عام 2007، ذكرت التقارير أن ممارسة «باشا باريش» (الأولاد بلا لحية، "bacha bareesh") لا تزال سائدة في أجزاء من شمال أفغانستان. تتضمن هذه الممارسة قيام فتيان مراهقين بارتداء ملابس النساء وإجبارهم على المشاركة في مسابقات الرقص والانخراط في أنشطة جنسية.
وهكذا ترتبط المثلية الجنسية في كثير من الأحيان بكل من الاعتداء الجنسي والدعارة، وهو اعتقاد خاطئ شائع ينتشر في النظام القانوني للدولة.

### فيروس نقص المناعة البشرية/الإيدز
قبل عام 2003، كان التعليم أو علاج فيروس نقص المناعة البشرية/الإيدز قليلًا أو معدومًا. في عام 2008، بلغ العدد الرسمي للأشخاص المصابين بفيروس نقص المناعة البشرية/الإيدز 504 شخصًا، على الرغم من أن العدد الفعلي يشتبه في أنه أعلى، ربما بالآلاف. انخفاض معدلات الإلمام بالقراءة والكتابة والبنية التحتية الضعيفة والأعراف الاجتماعية التقليدية تجعل من الصعب تقديم مبادرات شاملة للتثقيف في مجال الصحة العامة.
حتى الآن، ركزت معظم الموارد المتاحة على مكافحة إدمان المخدرات، وبدرجة أقل، صناعة الجنس التجارية. ومع ذلك، ما يقال القليل عن النشاط الجنسي هو في تعزيز برامج التثقيف الجنسي عن طريق الامتناع عن ممارسة الجنس فقط.
في عام 2009، تم افتتاح أول مركز لعلاج فيروس نقص المناعة البشرية المكتسب/الإيدز في كابول، مع وعد بفتح المزيد من العيادات قريباً.. الحصول على العقاقير المضادة للفيروسات القهقرية هو، في أحسن الأحوال، مبادرات محدودة ووقائية غالباً ما تتعارض مع المحرمات عميقة الجذور. تبذل الجهود لتثقيف الزعماء المحليين والدينيين على أمل أن يتمكنوا من إضفاء الشرعية على المزيد من التعليم العام.
من الناحية القانونية، تنص المادة 373 من القانون الجنائي لأفغانستان على تغريم الشخص الذي ينشر «مرضًا خطيرًا» عن طريق الصدفة، ولكن إذا أدى المرض إلى الوفاة أو العجز الدائم، تكون العقوبة هي نفسها كما لو كانت جريمة قتل عرضي.

### الرقابة
تحظر المادة 32 من قانون الصحافة الأفغاني (2002) المنشورات من الترويج «للتحريض على الفساد». وبالمثل، تحظر المادة 27 (د) من قانون بريد أفغانستان (1973) استخدام الخدمة البريدية لتبادل المواد «البغيضة للآداب العامة والأخلاق». يمكن استخدام هذين الحكمين لمراقبة توزيع المواد التي تدافع عن حقوق المثليين أو مواضيع التوجه الجنسي وهوية النوع الاجتماعي.
في عام 2009، قام رجل أفغاني مثلي الجنس يدعى حميد زاهر بنشر مذكراته بعنوان «عدوك هو الذي يذبل». في الكتاب، يتحدث زاهر عن نشأته كمثلي في أفغانستان، وكيف اضطر في النهاية إلى مغادرة بلده لتجنب التمييز ضده. نظرًا لأن المذكرات تتناول المثلية الجنسية وتنتقد رهاب المثلية، فلا يمكن توزيعها في أفغانستان، وقد قطعت عائلة زاهر كل اتصال به.

## تقارير حقوق الإنسان

### تقرير وزارة الخارجية للولايات المتحدة 2017 الولايات
في عام 2017، أبلغت وزارة الخارجية الأمريكية بما يلي، فيما يتعلق بحالة حقوق المثليين في أفغانستان:
- «استمر التمييز ضد الأشخاص ذوي الإعاقة والأقليات العرقية والتمييز على أساس العرق والدين والجنس والتوجه الجنسي مع القليل من المساءلة».
- أعمال العنف والتمييز وغيرها من الانتهاكات القائمة على التوجه الجنسي والهوية الجندرية

"يجرم القانون السلوك الجنسي المثلي بالتراضي، وكانت هناك تقارير عن المضايقة والعنف من قبل المجتمع والشرطة. لا يحظر القانون التمييز أو المضايقة على أساس التوجه الجنسي أو الهوية الجندرية. ينظر إلى المثلية الجنسية على نطاق واسع على أنها من التابوهات وعلى أنها غير لائقة. لم يستطع الأفراد من مجتمعات المثليين والمثليات ومزدوجي التوجه الجنسي والمتحولين جنسيا وثنائيي الجنس (LGBTI) الوصول إلى بعض الخدمات الصحية ويمكن طردهم من وظائفهم بسبب توجههم الجنسية. لم تتمكن جمعيات المثليين من التسجيل قانونيًا لدى الحكومة، وتعمل بعضها سرا. أفاد أفراد مجتمع المثليين والمثليات والمثليين جنسياً ومزدوجي التوجه الجنسي والمتحولين جنسيا أنهم ظلوا يواجهون التمييز والاعتداء والاغتصاب والاعتقال على أيدي قوات الأمن والمجتمع ككل.

## ملخص
| قانونية النشاط الجنسي المثلي                                                                  | (العقوبة: الإعدام)                  |
| المساواة في السن القانوني للنشاط الجنسي                                                       | No                                  |
| قوانين مكافحة التمييز في التوظيف                                                              | No                                  |
| قوانين مكافحة التمييز في توفير السلع والخدمات                                                 | No                                  |
| قوانين مكافحة التمييز في جميع المجالات الأخرى (تتضمن التمييز غير المباشر، خطاب الكراهية)      | No                                  |
| قوانين مكافحة أشكال التمييز المعنية بالهوية الجندرية                                          | No                                  |
| زواج المثليين                                                                                 | No                                  |
| الاعتراف القانوني بالعلاقات المثلية                                                           | No                                  |
| تبني أحد الشريكين للطفل البيولوجي للشريك الآخر                                                | No                                  |
| التبني المشترك للأزواج المثليين                                                               | No                                  |
| يسمح للمثليين والمثليات ومزدوجي التوجه الجنسي والمتحولين جنسيا بالخدمة علناً في القوات المسلحة | No                                  |
| الحق بتغيير الجنس القانوني                                                                    | No                                  |
| علاج التحويل محظور على القاصرين                                                               | No                                  |
| الحصول على أطفال أنابيب للمثليات                                                              | No                                  |
| الأمومة التلقائية للطفل بعد الولادة                                                           | No                                  |
| تأجير الأرحام التجاري للأزواج المثليين من الذكور                                              | (غير قانوني للأزواج المغايرين كذلك) |
| السماح للرجال الذين مارسوا الجنس الشرجي التبرع بالدم                                          | No                                  |